# モンゴメリー郡 (アラバマ州)
モンゴメリー郡（英: Montgomery County）は、アメリカ合衆国アラバマ州の中央部に位置する郡である。人口は22万8954人（2020年）。郡庁所在地は州都モンゴメリーである。モンゴメリー郡はモンゴメリー都市圏の中心である。

## 歴史
モンゴメリー郡は1816年12月6日に、ミシシッピ準州議会により、モンロー郡から分離して設立された。郡名は米英戦争の1814年、ホースシュー・ベンドの戦いで戦死した軍人レミュエル・P・モンゴメリーに因んで名付けられた。郡庁所在地であるモンゴメリー市はアメリカ独立戦争の1775年、カナダのケベック市占領を試みているときに戦死したリチャード・モントゴメリーに因んで名付けられていた。

## 地理
アメリカ合衆国国勢調査局に拠れば、郡域全面積は799.76平方マイル (2,071.4 km2)であり、このうち陸地789.76平方マイル (2,045.5 km2)、水域は9.99平方マイル (25.9 km2)で水域率は1.25%である。

### 主要高規格道路
- 州間高速道路65号線
- 州間高速道路85号線
- アメリカ国道31号線
- アメリカ国道80号線
- アメリカ国道82号線
- アメリカ国道231号線
- アメリカ国道331号線
- アラバマ州道94号線
- アラバマ州道110号線
- アラバマ州道152号線
- アラバマ州道271号線

### 隣接する郡
- エルモア郡 - 北
- メイコン郡 - 北東
- ブロック郡 - 東
- パイク郡 - 南東
- クレンショー郡 - 南西
- ラウンズ郡 - 西
- オートーガ郡 - 北西

### 国立保護地域
- セルマからモンゴメリー国立歴史道（部分）

## 人口動態
以下は2000年国勢調査による人口統計データである。
| 基礎データ - 人口: 223,510人 - 世帯数: 86,068 世帯 - 家族数: 56,804 家族 - 人口密度: 109人/km2（283人/mi2） - 住居数: 95,437軒 - 住居密度: 47軒/km2（121軒/mi2） 人種別人口構成（ ）内は2010年データ - 白人: 48.85% (39.5%) - アフリカン・アメリカン: 48.58% (54.7%) - ネイティブ・アメリカン: 0.25% (0.3%) - アジア人: 0.99% (1.2%) - 太平洋諸島系: 0.03% (0.0%) - その他の人種: 0.35% - 混血: 0.94% (1.3%) - ヒスパニック・ラテン系: 1.19% (3.6%) 年齢別人口構成 - 18歳未満: 25.8% - 18-24歳: 11.7% - 25-44歳: 29.8% - 45-64歳: 20.9% - 65歳以上: 11.8% - 年齢の中央値: 34歳 - 性比（女性100人あたり男性の人口） - 総人口: 90.8 - 18歳以上: 86.7 | 世帯と家族（対世帯数） - 18歳未満の子供がいる: 32.2% - 結婚・同居している夫婦: 43.8% - 未婚・離婚・死別女性が世帯主: 18.6% - 非家族世帯: 34.0% - 単身世帯: 29.5% - 65歳以上の老人1人暮らし: 9.4% - 平均構成人数 - 世帯: 2.46人 - 家族: 3.06人 収入と家計 - 収入の中央値 - 世帯: 35,962米ドル - 家族: 44,669米ドル - 性別 - 男性: 32,018米ドル - 女性: 24,921米ドル - 人口1人あたり収入: 19,358米ドル - 貧困線以下 - 対人口: 17.3% - 対家族数: 13.5% - 18歳未満: 25.1% - 65歳以上: 13.7% |

## 政治
2008年アメリカ合衆国大統領選挙では、バラク・オバマが59%、62,166票を獲得し、ジョン・マケインは40%、42,031票に終わった。

## 州政府の機関

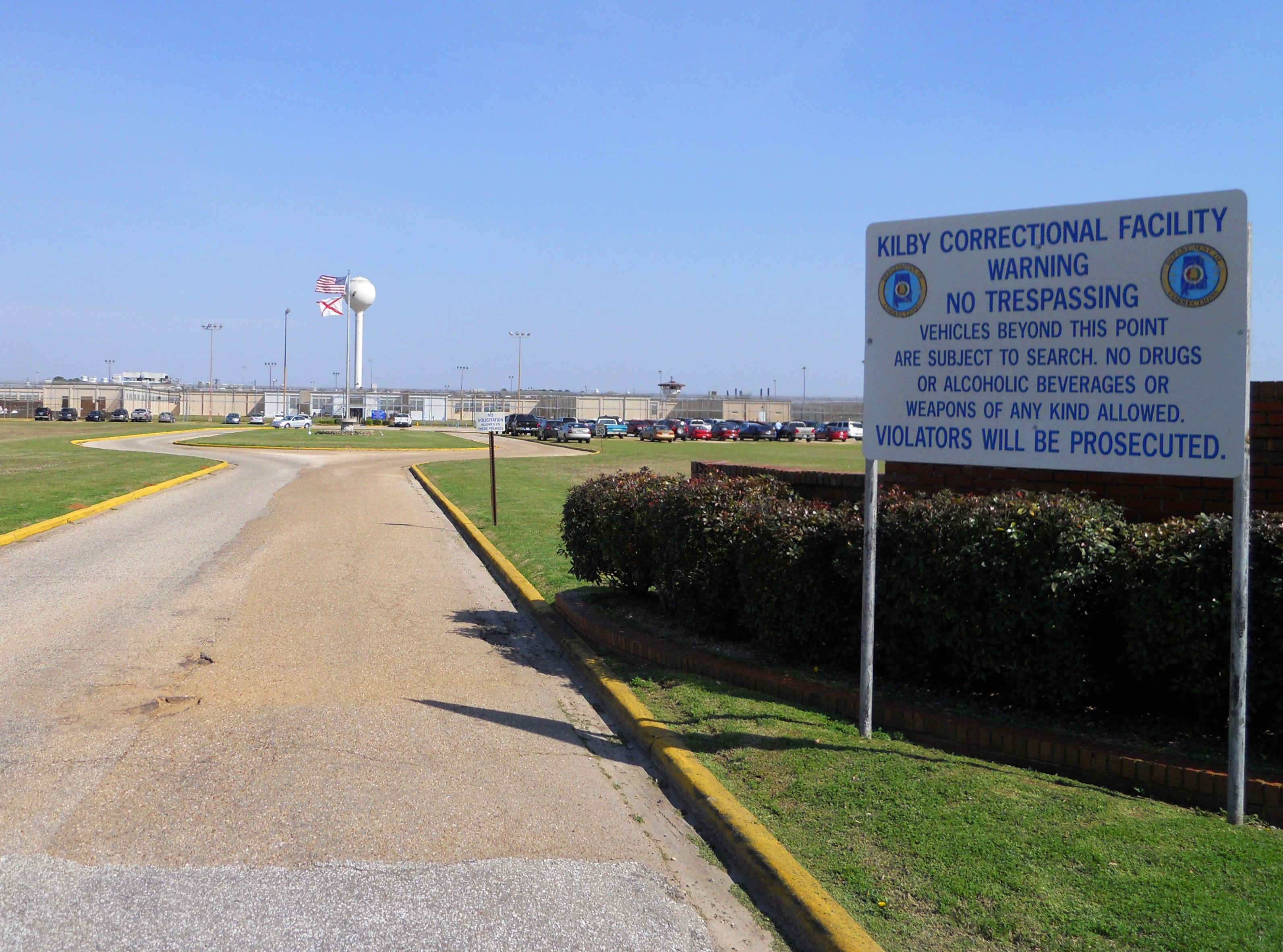
キルビー矯正施設

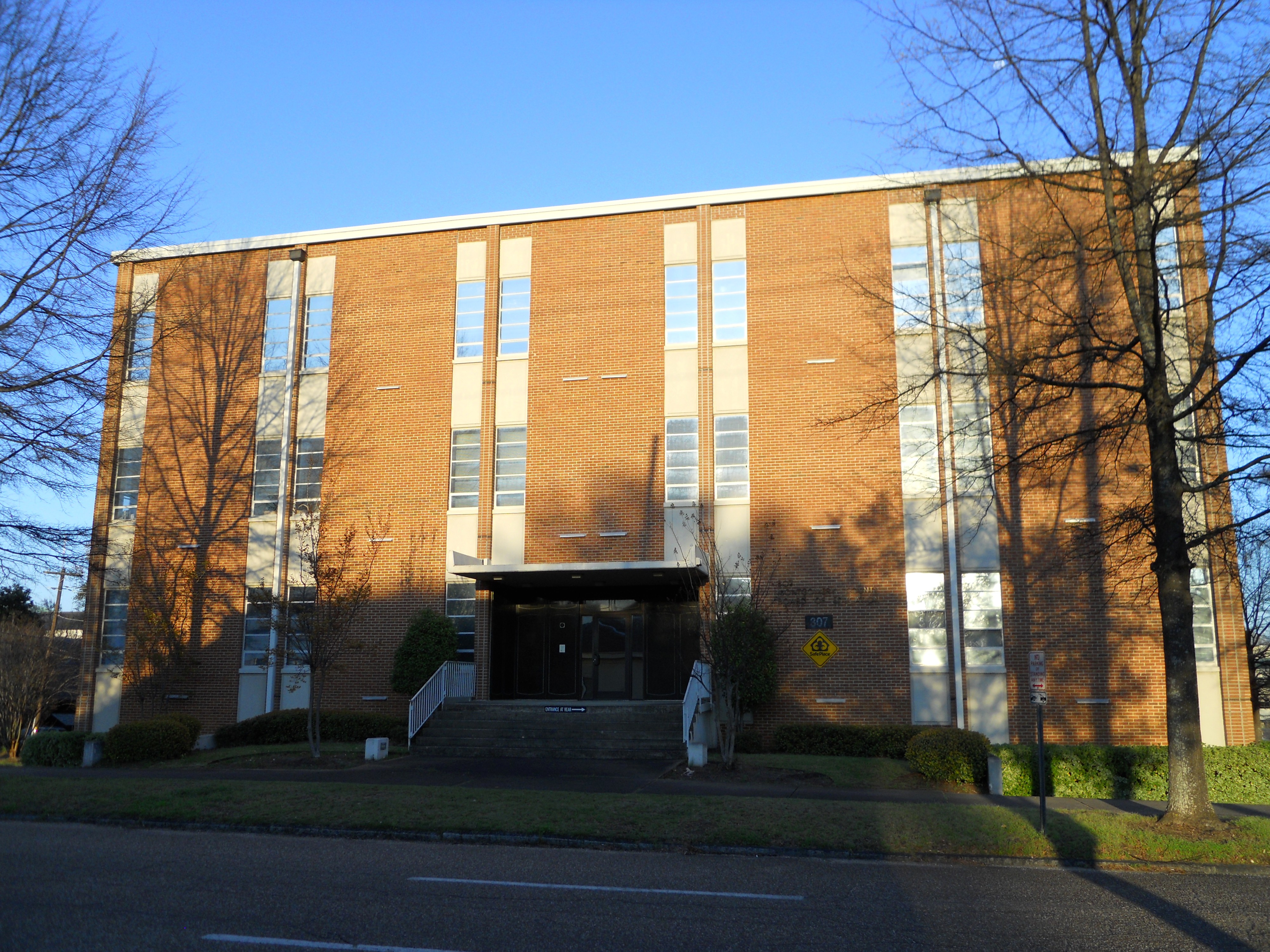
モンゴメリー公共教育学区本部とモンゴメリー郡教育委員会、モンゴメリー市ディケーター通り

アラバマ州矯正省が郡内未編入領域のマウントメグスでキルビー矯正施設を運営している。モンゴメリー女性施設がキルビーの背後にある。モンゴメリー市中心街から3マイル (5 km) の未編入領域にはレッドイーグル・ワークセンターもある。
少年矯正施設であり、アラバマ州青年サービス省の本部であるマウントメグス・キャンパスがマウントメグスにある。

## 都市と町

### 都市
- モンゴメリー - 郡庁所在地
- パイクロード

### 未編入の町
| - アダ - ボイルストン - セシル - ホープハル | - マックデード - マウントメグス - ピントララ | - ラマー - スノードーン - ウォー |

## 教育
モンゴメリー公共教育学区が公立学校を運営している。
モンゴメリー市・郡公立図書館が公立図書館を運営している。